# Chiesa di Sant'Andrea di Tempagnano
La chiesa di Sant'Andrea è una chiesa di Lucca, che si trova nella località di Tempagnano di Lunata, frazione situata nella periferia dello stesso capoluogo di provincia della Toscana.

## Storia e descrizione
Di origini medioevali, fu fondata nell'808 da Acrimundo prete e da suo fratello Ghisalprando figli del q. Arnicausi, fu ampiamente restaurata nel XIX secolo, quando venne modificata, tra l'altro, la posizione. Parte della vecchia struttura è ora adibita a sacrestia: sotto uno strato di intonaco sulle pareti, sono emerse tracce di affreschi databili alla metà del XIV secolo, riguardanti Storie di santi entro nicchie. In questa chiesa si conserva inoltre una tavola con la Madonna in trono tra i SS. Andrea e Pietro, dipinta da Vincenzo Frediani nel 1497.